# خرس‌واش بیگلو
خرس‌واش بیگلو (نام علمی: Nolina bigelovii) نام یک گونه از سرده خرس‌واش است.